# Conioscinella neorobusta
Conioscinella neorobusta är en tvåvingeart som beskrevs av Curtis W. Sabrosky 1977. Conioscinella neorobusta ingår i släktet Conioscinella och familjen fritflugor.
Artens utbredningsområde är Filippinerna. Inga underarter finns listade i Catalogue of Life.